# Piekło poczeka
Piekło poczeka (ang. Devil May Care) – powieść sensacyjna autorstwa Sebastiana Faulksa, nawiązująca do serii powieści z Jamesem Bondem.
Premiera powieści odbyła się 28 maja 2008, w setną rocznicę urodzin Iana Fleminga, autora książek o słynnym agencie 007.

## Treść
Akcja książki toczy się w drugiej połowie lat 60. XX wieku (po „Człowieku ze złotym pistoletem”). James Bond czuje się znudzony pracą. Chce porzucić służbę. M, jego szef, wysyła go na przymusowy urlop. Bond przebywa na Karaibach (Barbadosie), potem jedzie na włoską i francuską Riwierę. Tuż przed końcem tej „kwarantanny” zostaje wezwany przez M – bo Ojczyzna go potrzebuje, znowu. Niejaki Gorner planuje wykończenie Wielkiej Brytanii narkotykami. Planuje także zniszczyć kraj raz na zawsze i dlatego chce wciągnąć Zjednoczone Królestwo w wojnę z ZSRR.
M ma natomiast w zanadrzu inne zadanie – chce, żeby Bond sam zechciał wrócić do czynnej służby. Ściąga go więc do Londynu i wysyła z misją do Iranu. W książce pojawia się także piękna kobieta oraz Felix Leiter z CIA, przyjaciel Bonda.